# Gran Premio del Úlster de Motociclismo de 1969
El Gran Premio de las Naciones de Motociclismo de 1969 fue la décima prueba de la temporada 1969 del Campeonato Mundial de Motociclismo. El Gran Premio se disputó el 16 de agosto de 1969 en Dundrod.

## Resultados 500cc
En 500 cc, Giacomo Agostini dejó que el piloto local Brian Steenson liderara la carrera durante las primeras tres vueltas. En la cuarta, Ago se alejó, rompió el récord de vuelta de Mike Hailwood de 1967, ganando la carrera con autoridad. Con su Seeley-Incomparable, Steenson fue el único en terminar en la misma vuelta. Muchos conductores se retiraron detrás de Steenson, por lo que Malcolm Uphill (Norton acabó tercero.
| Pos.    | Piloto              | Equipo            | Tiempo       | Pts. |
| ------- | ------------------- | ----------------- | ------------ | ---- |
| 1       | Giacomo Agostini    | MV Agusta         | 1h 04' 11" 2 | 15   |
| 2       | Brian Steenson      | Seeley            | +3' 21" 1    | 12   |
| 3       | Malcolm Uphill      | Norton            | +1 Vuelta    | 10   |
| 4       | Robin Fitton        | Norton            | +1 Vuelta    | 8    |
| 5       | Barry Scully        | Norton            | +1 Vuelta    | 6    |
| 6       | Ron Chandler        | Seeley            | +1 Vuelta    | 5    |
| 7       | John Trevor Findlay | Norton            | +1 Vuelta    | 4    |
| 8       | John Williams       | Metisse-Matchless | +1 Vuelta    | 3    |
| 9       | Bohumil Staša       | ČZ                | +1 Vuelta    | 2    |
| 10      | Alan Lawton         | Norton            | +1 Vuelta    | 1    |
| 11      | Steve Jolly         | Seeley            |              |      |
| 12      | Jimmy Johnston      | Seeley            |              |      |
| 13      | Charlie Dobson      | Matchless         |              |      |
| 14      | Campbell Gorman     | Matchless         |              |      |
| 15      | Ken Kay             | Aermacchi         |              |      |
| 16      | Chris Neve          | Matchless         |              |      |
| 17      | Harry Turner        | Norton            |              |      |
| Ret     | Tommy Robb          | Norton            | Ret          |      |
| Ret     | John Blanchard      | Seeley            | Ret          |      |
| Ret     | Percy Tait          | Triumph           | Ret          |      |
| Ret     | Alan Barnett        | Metisse-Matchless | Ret          |      |
| Ret     | Jack Findlay        | Norton            | Ret          |      |
| Fuente: |                     |                   |              |      |

## Resultados 350cc
En 350cc, Giacomo Agostini lideró de principio a fin como de costumbre. Detrás de él hubo una lucha entre Rodney Gould y Heinz Rosner, hasta que la Yamaha del británico se derrumbó. Al igual que en la carrera de 250cc, Rosner tuvo que cambiar la bujía e incluso reabastecer combustible extra, pero permaneció en el segundo lugar. El británico Cecil Crawford terminó tercero con un Aermacchi Ala d'Oro 350.
| Pos. | Piloto            | Equipo                 | Tiempo       | Pts. |
| ---- | ----------------- | ---------------------- | ------------ | ---- |
| 1    | Giacomo Agostini  | MV Agusta              | 1h 07' 15" 4 | 15   |
| 2    | Heinz Rosner      | MZ                     | +2' 21" 8    | 12   |
| 3    | Cecil Crawford    | Aermacchi              | +2' 50"      | 10   |
| 4    | Tony Rutter       | Yamaha                 |              | 8    |
| 5    | František Šťastný | Jawa                   |              | 6    |
| 6    | Tommy Robb        | Aermacchi              |              | 5    |
| 7    | Billie McCosh     | Aermacchi              |              | 4    |
| 8    | Bill Smith        | Honda                  |              | 3    |
| 9    | Robin Fitton      | Norton                 | +1 Vuelta    | 2    |
| 10   | Dave Degens       | Aermacchi              |              | 1    |
| 11   | Ken Kay           | Aermacchi              | +1 Vuelta    |      |
| 12   | Steve Jolly       | Higley Seeley          | +1 Vuelta    |      |
| 13   | Charlie Dobson    | Plenderleith Aermacchi | +1 Vuelta    |      |
| 14   | Stan Adams        | Ducati                 | +1 Vuelta    |      |
| 15   | Mick Chatterton   | Aermacchi              | +1 Vuelta    |      |
| 16   | Chris Goosen      | Bultaco                |              |      |
| 17   | Bosse Granath     | Husqvarna              |              |      |
| 18   | Roy Reid          | Norton                 |              |      |
| 19   | S.H. Healey       | Norton                 |              |      |
| 20   | Barry Scully      | Scott                  |              |      |
| 21   | D. Kany           | -                      |              |      |
| 22   | Harry Turner      | Aermacchi              |              |      |
| Ret  | Rodney Gould      | Yamaha                 | Ret          |      |

## Resultados 250cc
El español Santiago Herrero tenía la oportunidad de convertirse en campeón mundial de 250cc en este Gran Premio pero una espectacular caída en la segunda vuelta le impidió conseguirlo. No solo eso sino que se rompió el brazo por lo que se complicaba su participación en las próximas carreras. El español rodaba segundo por detrás del australiano Kel Carruthers, que ganó y, de esta manera, se le ampliaban sus opciones para el título. Se deslizó en el campo a través de un seto. Kent Andersson quedó en segundo lugar y Ray McCullough (Yamaha) en tercer lugar.
| Pos. | Piloto            | Equipo        | Tiempo       | Pts. |
| ---- | ----------------- | ------------- | ------------ | ---- |
| 1    | Kel Carruthers    | Benelli       | 1h 11' 08" 2 | 15   |
| 2    | Kent Andersson    | Yamaha        | +2' 04" 2    | 12   |
| 3    | Ray McCullogh     | Yamaha        | +2' 11" 6    | 10   |
| 4    | Billie Guthrie    | Yamaha        |              | 8    |
| 5    | Chas Mortimer     | Yamaha        |              | 6    |
| 6    | Ian Richards      | Yamaha        |              | 5    |
| 7    | Mick Chatterton   | Yamaha        | +1 Vuelta    | 4    |
| 8    | Dick Pipes        | Yamaha        | +1 Vuelta    | 3    |
| 9    | Tony Rutter       | Yamaha        | +1 Vuelta    | 2    |
| 10   | František Šťastný | Jawa          | +1 Vuelta    | 1    |
| 11   | S. Murray         | Bultaco       | +1 Vuelta    |      |
| 12   | D. Saville        | Royal Enfield | +1 Vuelta    |      |
| 13   | A. Miller         | Aermacchi     | +2 Vueltas   |      |
| Ret  | Santiago Herrero  | Ossa          | Ret          |      |
| Ret  | Rodney Gould      | Yamaha        | Ret          |      |
| Ret  | Heinz Rosner      | MZ            | Ret          |      |

## Resultados 50cc
En la carrera de menor cilindrada, Paul Lodewijkx fue el más rápido en los entrenamientos seguido de Ángel Nieto. Ambos se escaparon y tomaron una ventaja considerable sobre los perseguidores. Aalt Toersen vio que sus posibilidades del Mundial se evaporaron cuando tuvieron problemas con el depóstio de combustible. Otros abandonos eran el de Santiago Herrero al caerse por el bloqueo de los frenos y la de Barry Smith al ver que se quemaba su Derbi. En la cuarta vuelta, Nieto topó con la rueda de Lodewijkx lo que provocó que el holandés volara mientras que la noto salía tocada pero podía continuar y al final ganó. Jan de Vries se convirtió en segundo y el británico Frank Whiteway con un Crooks-Suzuki, tercero.
| Pos. | Piloto           | Equipo        | Tiempo     | Pts. |
| ---- | ---------------- | ------------- | ---------- | ---- |
| 1    | Ángel Nieto      | Derbi         | 33' 12" 8  | 15   |
| 2    | Jan de Vries     | Kreidler      | +1' 02" 6  | 12   |
| 3    | Frank Whiteway   | Crooks-Suzuki | +5' 04"    | 10   |
| 4    | Stuart Aspin     | Meurs-Garelli | +5' 10" 2  | 8    |
| 5    | Luke Lawlor      | Derbi         | +1 Vuelta  | 6    |
| 6    | Fran Redfern     | Honda         | +1 Vuelta  | 5    |
| 7    | Arthur Lawn      | Honda         | +1 Vuelta  | 4    |
| 8    | Chris Walpole    | Garelli       | +1 Vuelta  | 3    |
| 9    | John Lawley      | Honda         | +1 Vuelta  | 2    |
| 10   | Barrie Dickinson | Garelli       | +1 Vuelta  | 1    |
| 11   | R. Simpson       | Honda         | +1 Vuelta  |      |
| 12   | Mike Greenwood   | Derbi         | +1 Vuelta  |      |
| 13   | B. Mulvany       | Yamaha        | +1 Vuelta  |      |
| 14   | Dennis Clancy    | Yamaha        | +1 Vuelta  |      |
| 15   | S. Donnan        | Suzuki        | +1 Vuelta  |      |
| 16   | Aalt Toersen     | Kreidler      | +2 Vueltas |      |
| Ret  | Barry Smith      | Derbi         | Ret        |      |
| Ret  | Santiago Herrero | Derbi         | Ret        |      |
| Ret  | Paul Lodewijkx   | Jamathi       | Ret        |      |